# Klasi
Klasi är en bergstopp i republiken Island. Den ligger i regionen Västlandet, 100 km norr om huvudstaden Reykjavík. Toppen på Klasi är 470 meter över havet.
Trakten runt Klasi är nära nog obefolkad, med mindre än två invånare per kvadratkilometer. Det finns inga samhällen i närheten. Trakten runt Klasi består i huvudsak av gräsmarker.